# 9 (číslo)
Devět je přirozené číslo, které následuje po číslu osm a předchází číslu deset. Římská číslice je IX, dříve taktéž VIIII. Tutéž číselnou hodnotu má i hebrejské písmeno tet.

## Matematika
- Složené číslo.
- Prvočíselný rozklad: 3 · 3.
- Druhá odmocnina: 3.
- Motzkinovo číslo.
- Příznivé číslo.
- Exponenciální faktoriál: 9=321.[zdroj?]
- Existuje 9 Heegnerových čísel.[zdroj?]
- Dělitelnost: Číslo n je dělitelné 9, jestli je jeho ciferný součet rovný 9. Například 9 · 5 = 45: 4 + 5 = 9. Podobnou vlastnost má číslo 3.
- Rozdíl čísla n a ciferného součtu čísla n je dělitelný 9. Příklad: 74. Ciferný součet: 7 + 4 = 11; 1 + 1 = 2. Rozdíl: 74 - 2 = 72. Dělitelnost: 72 / 9 = 8.[1]
- Rozdíl dvou čísel, která jsou navzájem palindromy, je dělitelný devíti. Příklad: Rozdíl: 82 - 28 = 54. Dělitelnost: 54 / 9 = 6. Další příklad: Rozdíl: 654 321 - 123 456 = 530 865. Dělitelnost: 530 865 / 9 = 58 985.
- Feynmanův bod je posloupnost šesti devítek, které se nachází na 762. pozici čísla pí.
- Devítka je první složené příznivé číslo.
- V binární soustavě: 1001.
- V osmičkové soustavě: 11.
- V šestnáctkové soustavě: 9.
- V telugštině: ౯ (znak), తొమ్మిది (slovy) transliterace: tommidi.

## Věda
- Protonové číslo fluoru
- Nukleonové číslo jediného stabilního izotopu beryllia

## Kultura
- Devátá vlna je metafora vyvrcholení negativní gradace. Vychází z námořnické legendy o deváté vlně, která je ta největší a nejhorší.

## Sport
- Devítkou se označuje tzv. perfektní hra v šipkách, při které šipkař ukončí hru 501 pomocí devíti šipek

## Mezinárodní politika
- Bukurešťská devítka – Bukurešťská devítka nebo zkráceně B9 je uskupení devíti států střední a východní Evropy, kteří jsou zároveň členy NATO – tzv. Východního křídla NATO; uskupení vzniklo v roce 2014 v reakci na okupaci Krymu Ruskem

## Doprava
- Linka 9

## Roky
- 9
- 9 př. n. l.